# 엣센샬포르테연질캡슐
엣센샬포르테연질캡슐은 1976년에 독일 나텔만 개발하고 대한민국 한독약품에서 제조하는 약품으로, 녹두색의 연질캡슐 형태이다.

## 건강보험 적용
엣센샬포르테연질캡슐은 비급여 항목으로 건강보험이 적용되지 않는다.

## 성분
이피엘수용성나트륨 600 mg, 질산치아민 6 mg, 리보플라빈 6 mg, 염산피리독신 6 mg, 시아노코발라민 6 μg, 니코틴산아미드 30 mg, 초산토코페롤 6 mg으로 구성되었다.

## 효능
만성 간질환의 치료제 및 담석 재발 방지제로 개발되었다.